# Las Dichas
Las Dichas es un pueblo agrícola y distrito censal en Casablanca, Región de Valparaíso. Tiene una población de 510 habitantes.
En Las Dichas había antiguos lavaderos de oro. Las aguas del estero Casablanca debajo de ellas se llaman Curaumilla, nombre de origen mapuche.

## Descripción

### Ubicación
Ubicado en el espesor de la Cordillera de la Costa de la Región de Valparaíso en el camino de Casablanca a Algarrobo.

### Toponimia
De dicha² (del mapudungún dichon, dar estocada), nombre de varias yerbas de la familia de las nictigináceas, que engloba alrededor de 350 especies repartidas en 38 géneros (se caracterizan por tener unas hojas de bordes lisos opuestas a los tallos y las flores no tienen pétalos).
Durante la dominación inca, la zona alta del valle del estero de Casablanca fue denominada Acuyo, traducción quechua del nombre mapudungún Curauma. Tras pasar los lavaderos de oro del estero Las Dichas se le agregaba el sufijo Milla (oro en mapudungún), quedando en Curaumilla.

## Historia

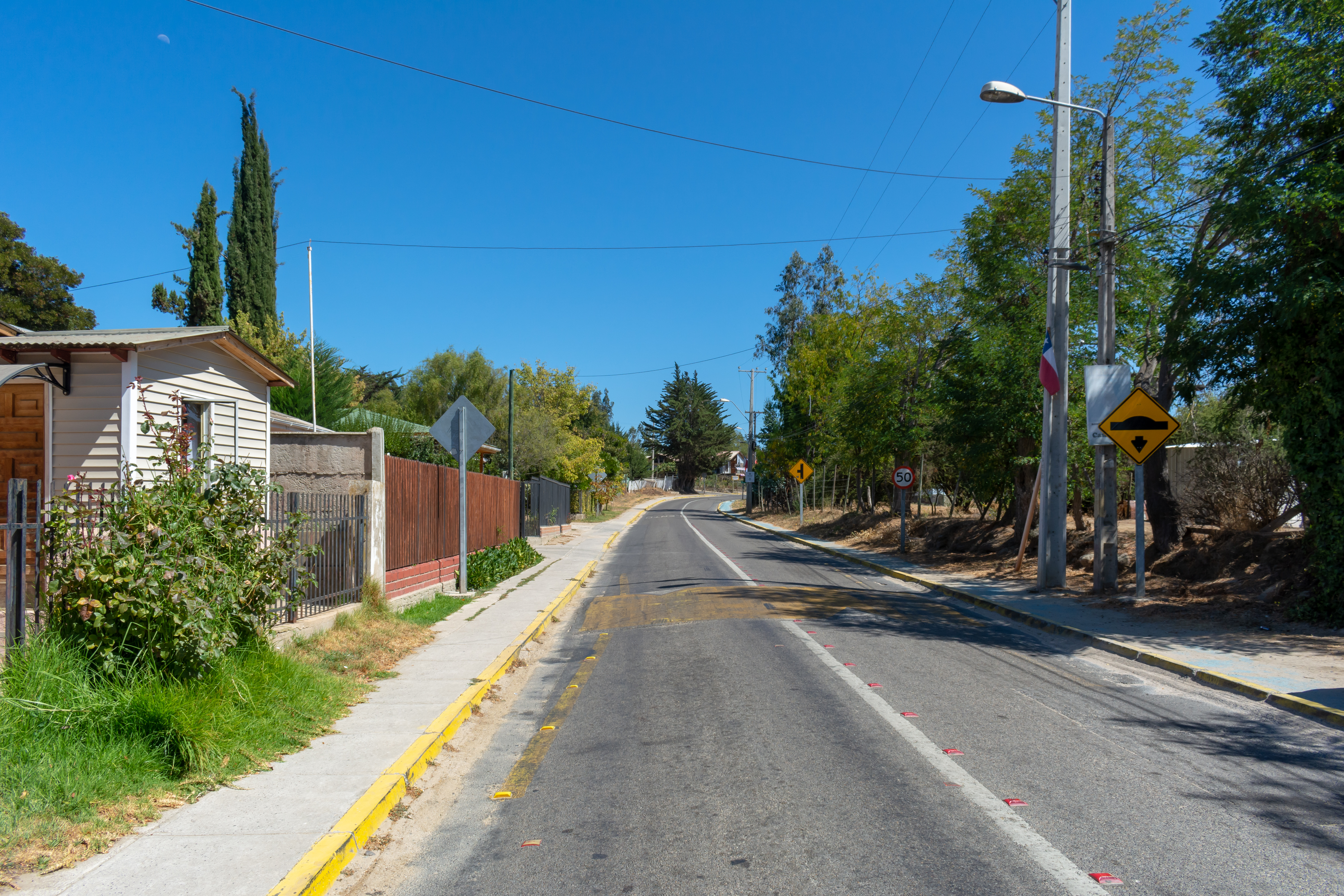
La ruta F-840 durante su paso por Las Dichas.

La zona está habitada desde la última glaciación (aproximadamente 11000 a. C.. 
Hay que recordar que durante la glaciación, el nivel del mar estaba casi 100 metros abajo del actual y que muchas de las ocupaciones costeras fueron tapadas por el océano después de la subida de las aguas causada por el derretimiento de los glaciares .
Desde allí grupos de cazadores y de recolectores pertenecientes al Periodo Arcaico de América hicieron su ingreso a los valles .
En el periodo agroalfarero temprano se pueden encontrar otros vestigios que son continuados por las Culturas Bato y Llolleo.
En el siglo XV entra en contacto con la cultura Inca y esta establece en Talagante un mitimae gobernado por el príncipe Tala Canta Ilabe. 
A poco de haber entrado los incas los siguen los españoles, a quienes los locales llaman we ingka (nuevo inca en mapudungún). Los mapuches que vivían en esta zona eran llamados picones  pikun o  pico (Norte en mapudungún) y vivían en el Pikunmapu. Los incas los llamaron promaucaes.

### Lavaderos de oro
Sitio de lavaderos de oro incas del Collasuyo. Los lavaderos de oro situados en el sector de La Draga habrían sido usados por los promaucaes bajo influencia inca y reutilizado por los españoles hasta el periodo republicano. En ellos se ha usado el mercurio para separar el oro de la ganga., lo que ha provocado problemas de contaminación en el estero Las Dichas y en el humedal de Tunquén desde tiempos inmemoriales. Cuando se agotaron los sedimentos se utilizaron dragas pero finalmente no fue rentable seguir explotando los yacimientos.
Entre las minas de oro en explotación en la primera mitad del siglo XX destacaron Chañaral, Inca (Oro y Capote, provincia de Atacama); Punitaqui, Condoriaco, Las Vacas, Chamuscada y Carmen (provincia de Coquimbo); Bronce y Bellavista (provincia de Aconcagua); La Campana y Ocoa (provincia de Valparaíso); Curacaví (provincia de Santiago); Alhué y La Leona (provincia de O'Higgins); Chivato (provincia de Talca); y Niblinto (provincia de Ñuble). Además se han explotado numerosos placeres en Atacama, Coquimbo (Andacollo), Valparaíso (Marga-Marga y Las Dichas), Cautín (Carahue), Valdivia (Madre de Dios) y Magallanes.

### Camino de los polleros

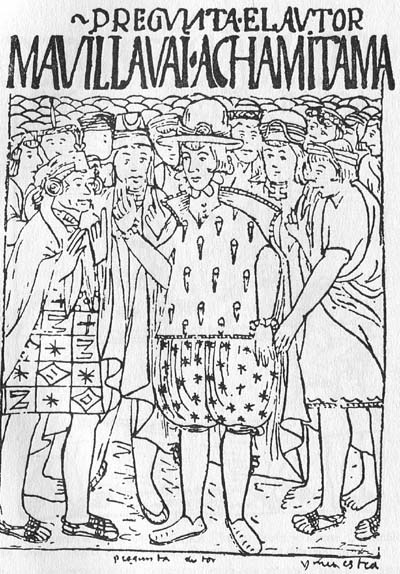
Autorretrato de Felipe Guamán Poma de Ayala, que está tomando las relaciones y leyendas de los indios antiguos, que por sus tocados se distinguen como procedentes de varias provincias y de varios rangos.

En Casablanca, el tramo del Camino del Inca que cruza el estero en Las Dichas, se ha conservado con el nombre de Camino de los Polleros —derivándose este de la pulla o capetín (Zephyranthes parvula Killip)—, que usaban los soldados incaicos y que se encuentra representado en el dibujo de Huamán Poma de Ayala en que se presentan soldados incaicos frente a guerreros araucanos. Acá se hacían los transportes de los abastecimientos a la frontera, el camino se ensanchaba, y los españoles lo pudieron usar como Camino de las Carretas entre Santiago y Valparaíso. Pasaba a unos 10 km. aguas abajo del actual pueblo de Casablanca, y sólo más tarde fue trasladado a su trazado actual.

"Cortas memorias han permanecido en Chile de esta calzada; mas, en el camino que va del valle de Aconcagua, se ven muchas casas y paredes de trincheras de piedras toscas, donde se alojaban los corredores y capitanes del inca... Las casas son muchas." 
Diego Rosales Historia General del Reino de Chile, Flandes Indiano 

El trazado del Camino de los Polleros por Las Dichas no obedecía únicamente al propósito de hacerlo pasar por los lavaderos de oro allí existentes, sino también al de tener cómodo acceso a las termas Porvenir, situadas un poco más abajo, en el mismo valle, pues es sabido que los incas tenían por ellas la misma afición que los romanos.

### SigloXIX
Dichas (Las).-—Aldea del departamento de Casa Blanca, situada por los 33° 13' Lat. y 71° 33' Lon., á diez kilómetros hacia el O. de su capital, y en la orilla sur del riachuelo del nombre de esta ciudad; deja al SO., como á 20 kilómetros el puerto del Algarrobo. Contiene una capilla, estafeta, escuela gratuita y 160 habitantes. El nombre es el de la planta, llamada dicha especie de abrojo (Pentacaena ramosissima).
Francisco Solano Asta-Buruaga y Cienfuegos, Diccionario Geográfico de la República de Chile (1897 ) 

## Actualidad

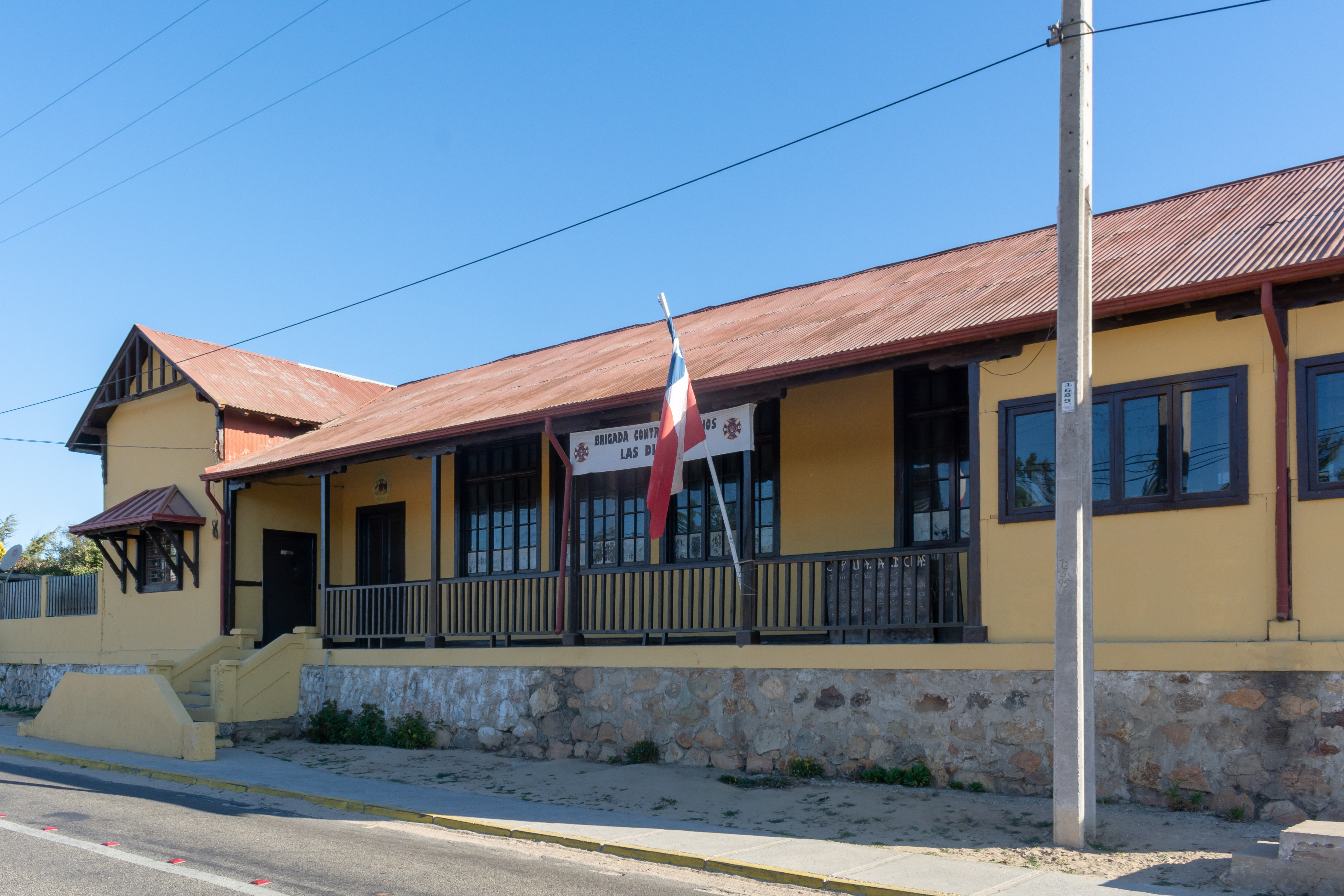
Escuela Francisco Echeverría.

La Posta de Salud Rural Las Dichas se encuentra en Avenida Almirante Latorre, Caserío Las Dichas y fue inaugurada el 31 de diciembre de 1969 durante el gobierno de Eduardo Frei.
En el sector de Las Dichas se han desarrollado viñas, como Casas del Bosque.